# Resident Evil: Afterlife
Resident Evil: Afterlife (titulada: Resident Evil: Ultratumba en España y Resident Evil 4: La resurrección en Hispanoamérica) es una película de ciencia ficción, acción y zombis que fue estrenada el 4 de septiembre de 2010 en Estados Unidos, escrita y dirigida por Paul W. S. Anderson y protagonizada por Milla Jovovich, Ali Larter, Wentworth Miller, Sienna Guillory, Kim Coates, Spencer Locke, Boris Kodjoe y Shawn Roberts. Es la cuarta entrega de una serie de adaptaciones cinematográficas de Resident Evil, basadas en la serie de videojuegos de survival horror de Capcom. Es la primera película de la serie en ser lanzada en 3D. En la cinta, Alice busca y rescata en Los Ángeles a los supervivientes restantes de la pandemia del Virus-T, quienes se unen en contra de Albert Wesker, el jefe de la Corporación Umbrella.
En mayo de 2005, los productores mencionaron la posibilidad de seguir la historia de Resident Evil: Extinction con una secuela titulada Afterlife. Extinción fue lanzada en 2007 y su resultados en taquilla promovieron el desarrollo de Afterlife en junio de 2008, con un guion de Anderson en diciembre. Elementos del juego Resident Evil 5 fueron incorporados a la película.
Chris Redfield, un personaje principal de los videojuegos, será presentado por primera vez en la franquicia de las películas. Otros personajes de los juegos y las películas incluyen el regreso de Claire Redfield, Albert Wesker y Jill Valentine. La filmación tuvo lugar en Toronto desde septiembre a diciembre de 2009 usando el mismo sistema de cámara en 3D de James Cameron. La película fue programada para ser publicada en 3D y en IMAX 3D el 10 de septiembre de 2010.

## Argumento
Algún tiempo (18 meses) después de que Alice derrotara al Dr. Isaacs y de separarse de Claire Redfield y el resto de los supervivientes de la caravana, esta, con la ayuda de sus cientos de clones, rastrean a Albert Wesker en su base de Umbrella ubicada en Tokio para eliminar los últimos vestigios de la corrupta compañía. Aunque él logra escapar y destruir la instalación acabando con los clones, es emboscado a bordo de su helicóptero por la verdadera Alice, quien pierde su ventaja cuando Wesker suprime sus poderes al inyectarle un antivirus. Antes de poder eliminarla, el helicóptero colisiona en el monte Fuji y Alice sale de los escombros, presumiblemente como la única superviviente.
Seis meses después, Alice rastrea la localización de una señal de auxilio anónima que habla sobre un refugio para supervivientes llamado Arcadia, el mismo al que fueron Claire, K-Mart y el resto de la caravana. No obstante, cuando Alice llega se topa con varias aeronaves abandonadas, una playa vacía y a una amnésica Claire, quien inicialmente la ataca al ser incapaz de reconocerla, Alice se da cuenta de que su amnesia es causada por un extraño aparato similar a una araña mecánica colocado en su pecho. Como no encuentran rastros del refugio, Alice y Claire van hasta la ciudad de Los Ángeles, donde aterrizan en la azotea de una prisión en la que encuentran a un pequeño grupo de supervivientes quienes las confunden con miembros de Arcadia. Entre los supervivientes se encuentran Bennet, Ángel Ortiz, Crystal Waters, Kim Yong, Wendell y Luther West, quien es una excelebridad de Baloncesto, así como también el líder del grupo. Luego, Luther y Angel les revelan que Arcadia en realidad es un barco al que le hacen señales con bengalas y que pensaron respondían a sus intentos de comunicación cuando las transmisiones dejaron de emitirse misteriosamente. Alice le comenta lo descubierto a Claire, quien le revela que ya ha empezado a recordar. 
Por la noche, Luther y Alice charlan con Crystal sobre sus historias, revelando que Crystal era una aspirante a actriz; Bennet era un productor cinematográfico importante pero arrogante; y Kim Yong el asistente personal de Bennet. Luego, Luther y Alice cenan junto a Crystal y hablan sobre cómo llegar a Arcadia todos juntos, descartando inmediatamente la avioneta ya que sólo caben dos. Cuando Crystal comenta otra opción para llegar al barco, Luther lleva a Alice a conocer a Chris Redfield, que permanece encerrado en una celda, vigilado por Wendell. Wendell le informa a Luther que escucha unos ruidos extraños en los muros, por lo que ambos van a investigar y Chris le cuenta a Alice que era un soldado que asegura haber sido encerrado por los reos en la prisión y que conoce una salida que no compartirá hasta ser liberado, pero como el grupo no le cree, lo dejan encerrado y lo ignoran. Por otra parte, Claire le comenta a Ángel que sus recuerdos han empezado a volver lentamente. Mientras, los zombis cavan túneles en los baños de la prisión. 
Al día siguiente, una especie de mutante que usa una enorme hacha se dirige a la prisión. En eso, Alice decide tomar un ducha, pero encuentra a Wendell escondido, tratando de espiarla. Ella, furiosa, le pide irse pero los zombis los atacan. Alice mata a dos de ellos, pero uno arrastra a Wendell por un túnel del baño, por lo que el grupo decide movilizarse y, por sugerencia de Alice, consideran la importancia de liberar a Chris a cambio de que los saque de allí a todos, aun con la desconfianza de Bennet. Ángel y Crystal apoyan a Alice y Alice procede a liberarlo, pero Chris al quedar libre, nota que su hermana Claire está en el grupo aunque ella aun no logra reconocerlo. Mientras tanto, Chris revela que la prisión tiene una camioneta blindada resistente a motines que pueden usar en el escape y el grupo se divide para organizar el escape con Alice, Chris y Crystal buscando armas en el arsenal de la prisión; Luther y Claire tratando de contener al mutante que ya ha llegado a la entrada, y Ángel, Bennet y Kim intentando accesar al vehículo blindado. Por otro lado, Alice, Crystal y Chris nadan hasta la armería de la prisión, pero un zombi arrastra a Crystal al fondo del agua y ella muere, lo que obliga a Alice y a Chris a enfrentarse a los zombis, pero terminan encerrandose en la armería. Como el motor está separado del vehículo blindado y necesita días para repararse, el arrogante Bennet traiciona a todos al matar a Ángel disparándole en la cabeza, mientras Luther y Claire fracasan en contener al mutante que derriba la puerta de la prisión, dejando que los zombis entren. Mientras tanto, Bennet roba la avioneta de Alice para llegar a la Arcadia. 
Al mismo tiempo, Alice, Chris, Claire, Luther y Kim Yong se reúnen en la azotea de la prisión al ser acorralados por los zombis y Alice se ofrece a distraerlos mientras permite que los demás bajen a las duchas por medio de un ascensor averiado que cae al último piso, el cual está inundado. Una vez que Alice escapa de la azotea y hace detonar una bomba, ella se reúne con el grupo en los baños para poder ir juntos a Arcadia. Chris y Luther van primero, sin embargo, en ese momento aparece el mutante con el hacha, que descuartiza a Kim Yong, cortándolo a la mitad y ataca de manera violenta a Claire y Alice. El mutante deja a Alice inconsciente con un golpe y trata de atacarla con el hacha, pero Claire le dispara, haciendo así que el mutante vaya tras ella obligándola a enfrentarse a la criatura, que ella y Alice logran matar después de mucho esfuerzo. Ambas consiguen llegar al desagüe, sin embargo Luther es atacado por un zombi que provoca un derrumbe en la salida, matándolo aparentemente; Alice intenta ayudarlo, pero Claire la detiene diciéndole que ya es muy tarde para salvarlo.
Al abordar el barco Arcadia, Alice, Claire y Chris encuentran la avioneta estrellada y sin rastro de ningún superviviente. Mientras exploran el interior, Claire recupera sus recuerdos y advierte que la señal de Arcadia en realidad era una trampa de la corporación Umbrella, los cuales fueron responsables de dejarla amnésica y de secuestrar a los supervivientes de la caravana, incluyendo a K-Mart. El trío al poco tiempo encuentra un laboratorio donde están retenidos los supervivientes engañados, mientras los Redfield ayudan a liberarlos empezando por una desconcertada K-Mart. Alice sigue un rastro de sangre que la lleva a toparse con Wesker, que sobrevivió al choque y está aliado con Bennet. Él explica que se ve forzado a consumir la sangre de personas para mantener controlado al virus T en su cuerpo, pero ante la amenaza de una mutación concluye que necesita consumirla desde que es la única humana que se asimiló exitosamente con el virus. Claire y Chris aparecen y dan batalla contra Wesker, pero este consigue dominarlos fácilmente y los encierra. Mientras, Alice lucha contra dos perros infectados y consigue matarlos, pero Bennet hiere a Alice con un cuchillo, momento que aprovecha Wesker para tratar de devorar a Alice. Alice lo hiere con el cuchillo, pero Wesker se pone de pie de nuevo, justo cuando K-Mart derrota a Bennet y le lanza a Alice su arma, con la cual Alice hiere de muerte a Wesker en la cabeza. Alice entonces libera a Claire y Chris, quiénes le disparan a Wesker que trataba de levantarse. Alice, los hermanos Redfield y K-Mart abandonan la habitación y dejan a Bennet encerrado, pero Wesker devora a Bennet para regenerarse e intenta huir en un helicóptero y destruir el barco con una bomba que acaba explotando junto al helicóptero cuando descubre que Alice ocultó la bomba en el vehículo. Con Wesker derrotado, Alice decide convertir a Arcadia en un auténtico refugio para otros supervivientes y mientras transmite una nueva emisión se revela que Luther sigue con vida en el drenaje. La transmisión es detectada por las fuerzas de Umbrella que envían una flota de helicópteros hacia Arcadia. 
En una escena entre los créditos, Jill Valentine aparece comandado a los soldados de Umbrella usando un dispositivo similar al que se usó en Claire y ordena a los soldados matar a los supervivientes y destruir a los objetivos principales de Umbrella: Claire, Chris y Alice.

## Reparto

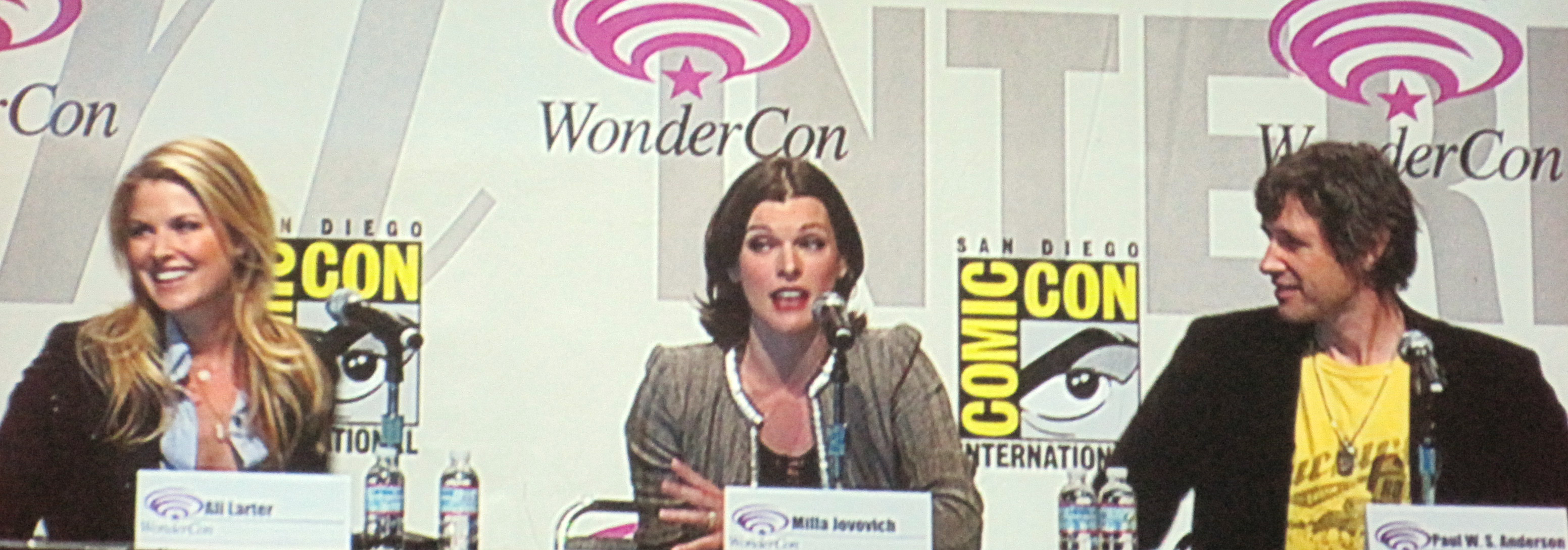
De izquierda a derecha Ali Larter, Milla Jovovich y el director Paul W. S. Anderson en el WonderCon 2010.

- Milla Jovovich como Alice Abernathy y sus clones: Es una antigua empleada de seguridad de la Corporación Umbrella, cuya exposición al virus-T la doto de poderes superhumanos. Desde su escape de Racoon City, ha sido cazada por Umbrella quienes intentan usar su ADN dispuestos a controlar la mutación del virus. Alice busca “saldar cuentas” con Umbrella y su evasivo presidente Albert Wesker.
- Ali Larter como Claire Redfield: La hermana menor de Chris. Ella lideraba el convoy que Alice encontró en Las Vegas, Nevada. Meses después de escapar con los supervivientes restantes, ella es encontrada misteriosamente sola, con amnesia y un extraño dispositivo de Umbrella.
- Wentworth Miller como Chris Redfield: El hermano mayor de Claire. Trabajo para una organización militar sin nombre combatiendo los infectados. Chris y su unidad usaban una prisión de Los Ángeles como base de operaciones. Antes de que fuera invadida y en consecuencia causar su irónico y trágico encierro. También es uno de los grandes protagonistas de la serie de videojuegos.
- Shawn Roberts como Albert Wesker: El líder de la Corporación Umbrella. Ha rastreado a Alice con el fin de descubrir los medios por los cuales la mutación del virus-T ha sido controlada. Su oficina se encuentra en Tokio, Japón y se comunica con otras ramas de la compañía mediante tecnología holográfica. Al igual que su equivalente de los videojuegos, Wesker posee fuerza, velocidad y capacidades regenerativas superhumanas.
- Spencer Locke como K-Mart: Nombrada así por la tienda en la que fue encontrada, perteneció al convoy de sobrevivientes de la cinta anterior.
- Boris Kodjoe como Luther West: Un antiguo jugador profesional de baloncesto y el líder de los sobrevivientes de Los Ángeles, al final de la película se ve que sobrevivió.
- Kim Coates como Bennett Sinclair: Un productor de películas de gran presupuesto que le desagrada el grupo, es asesinado por Albert Wesker luego de aliarse con él. En un extra del DVD de la película Kim Coates reveló que el apellido de Bennett es Sinclair.
- Kacey Barnfield como Crystal Waters: Una campeona juvenil de natación en sus días de secundaria. Vino a Los Ángeles para trabajar como actriz pero acaba trabajando de camarera, muere al ser arrastrada por un Majini al fondo del agua.
- Norman Yeung como Kim Yong: El ex-asistente de Bennet antes de la epidemia del virus-T, muere al ser partido por la mitad por el verdugo
- Sergio Peris-Mencheta como Ángel Ortiz, uno de los supervivientes, asesinado por Bennet Sinclair.
- Ray Olubowale como el verdugo: una especie de monstruo, similar a Némesis, que aparece en el videojuego Resident Evil 5, en la película se muestra inicialmente en las calles de Los Ángeles, arrastrando una enorme hacha detrás de él. Es posteriormente visto derribando la puerta de la cárcel de máxima seguridad, infiltrándose en ella, y muchos zombis, a dicha prisión. A diferencia del videojuego; el verdugo es más veloz y activo que su precedente, además de que va tras su presa y es también muy vulnerable, hasta el punto en que dos disparos son suficientes para matarlo.
- Sienna Guillory como Jill Valentine: uno de los miembros de S.T.A.R.S. que apareció en la segunda entrega; aparece al final con un dispositivo , igual al que tenía Claire, que controla su mente para que trabaje para Umbrela y dirigiendo la gran flota de naves que van al Arcadia

## Producción

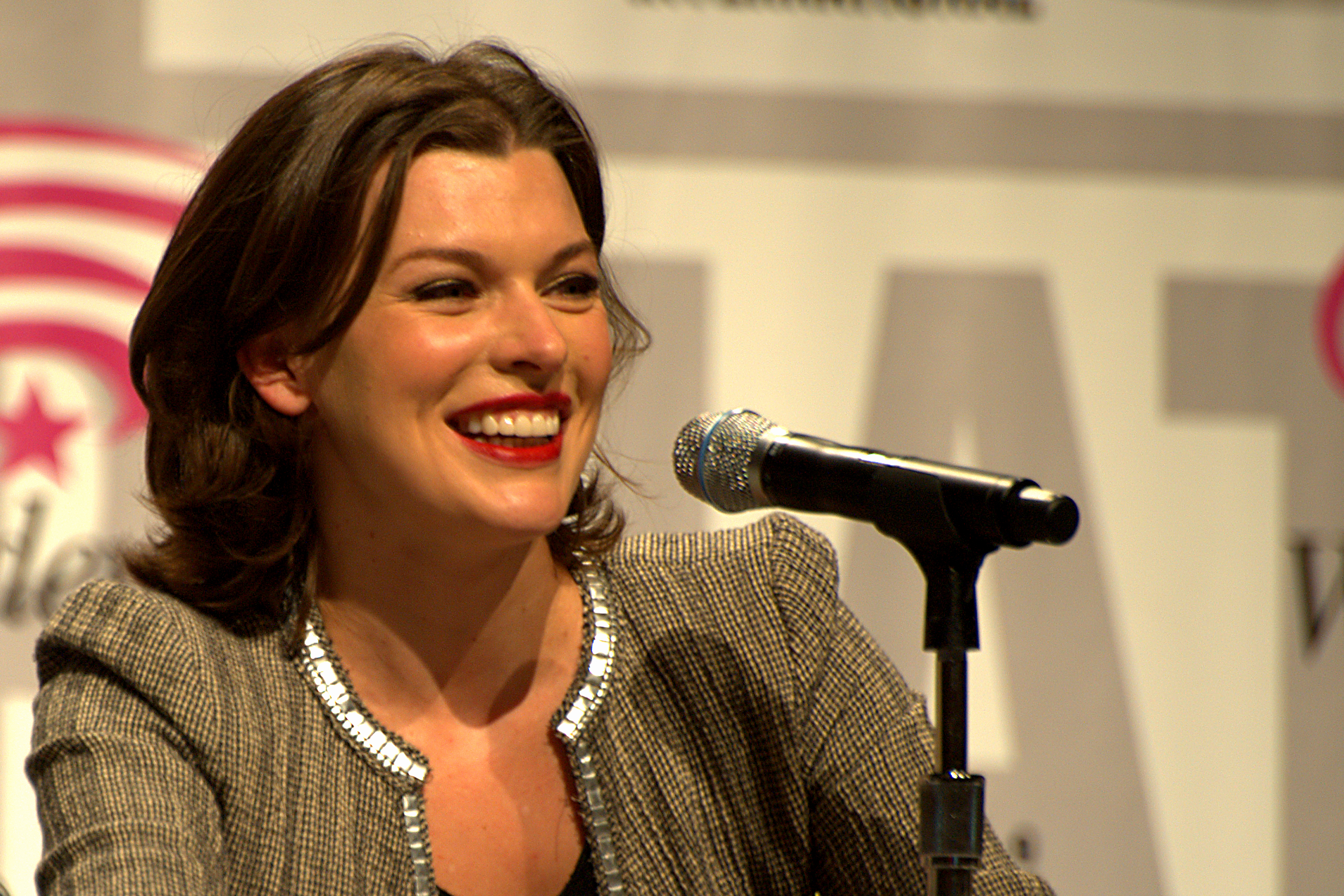
Milla Jovovich hablando en la WonderCon 2010 sobre la película.

En mayo del 2005, los productores mencionaron la posibilidad de seguir Extinction con una secuela titulada Afterlife, que sería filmada y preparada en Tokio, Japón y Alaska, a pesar de que Resident Evil: Extinction había sido anunciada en el sitio web oficial y en otros lugares como la última entrega de la serie de películas. El 26 de septiembre de 2007, Rory Bruer, el director de Sony, explicó “No me sorprendería en absoluto considerando el éxito de la franquicia, que regresaran con otra. Es una posibilidad real”. El productor Jeremy Bolt también declaró que no había intención de hacer una cuarta cinta, que la tercera ha sido particularmente bien hecha y que Paul Anderson estuvo hablando con Sony acerca de la posibilidad. 
En junio de 2008, las negociaciones con Sony estaban en camino para realización de la cinta. En diciembre del 2008 Anderson declaró que estuvo trabajando en el guion. En la revista Premier, Milla Jovovich declaró sobre la posibilidad de una secuela: ”Si a la película le va bien y la gente quiere otra Paul la escribirá”. El año siguiente, se anunció que Sony estaba preparando Resident Evil: Afterlife para el 27 de agosto del 2010.

## Banda sonora
Compuesta por A Perfect Circle y Tomandandy.
En la parte de A Perfect Circle:
- En los distintos trailers que salieron, se ha utilizado en todos ellos la canción "The Outsider" del grupo de rock A Perfect Circle. Dicha canción tiene tres versiones, de las cuales se usó la llamada "The Outsider (Apocalypse mix)" según la banda sonora de Resident Evil: Apocalipsis, o "The Outsider (Resident Renholdër mix)" según consta en el disco de remixes Amotion del grupo.
- También aparece en la película, exactamente en la batalla final contra Wesker y al finalizar en los créditos.

Resident Evil Afterlife Soundtrack - EP

Todas las letras escritas por A perfect circle.
| N.º | Título                                  | Música       | Duración |  |
| 1.  | «The Outsider (Apocalypse mix)»         | Danny Lohner | 5:28     |  |
| 2.  | «The Outsider (Resident Renholdër mix)» | Danny Lohner | 5:28     |  |

En la parte de Tomandandy:
- Tomandandy han sido los encargados de realizar toda la banda sonora de la película -descartando la canción ya mencionada.

Todas las letras escritas por Tomandandy.
| N.º | Título                | Música     | Duración |  |
| 1.  | «Tokyo»               | Tomandandy | 4:32     |  |
| 2.  | «Umbrella»            | Tomandandy | 1:20     |  |
| 3.  | «Damage»              | Tomandandy | 1:02     |  |
| 4.  | «Cutting»             | Tomandandy | 1:12     |  |
| 5.  | «Twins»               | Tomandandy | 1:47     |  |
| 6.  | «Exit»                | Tomandandy | 0:47     |  |
| 7.  | «Far»                 | Tomandandy | 1:07     |  |
| 8.  | «Flying»              | Tomandandy | 1:58     |  |
| 9.  | «Memory»              | Tomandandy | 3:17     |  |
| 10. | «Los Ángeles»         | Tomandandy | 2:09     |  |
| 11. | «Binoculars»          | Tomandandy | 2:53     |  |
| 12. | «Prison»              | Tomandandy | 1:58     |  |
| 13. | «Discovery»           | Tomandandy | 1:10     |  |
| 14. | «Hatchet»             | Tomandandy | 1:23     |  |
| 15. | «AxeMan»              | Tomandandy | 3:07     |  |
| 16. | «Arcadia»             | Tomandandy | 4:21     |  |
| 17. | «Up»                  | Tomandandy | 1:39     |  |
| 18. | «Party»               | Tomandandy | 0:53     |  |
| 19. | «Promise»             | Tomandandy | 2:12     |  |
| 20. | «Resident Evil Suite» | Tomandandy | 4:33     |  |

## Recepción crítica
Resident Evil: Afterlife en general no fue bien recibida y recibió comentarios negativos de los críticos, a pesar de lograr gran éxito en la taquilla. 
Los comentarios en el sitio web especializado Rotten Tomatoes dan a la película una puntuación de apenas 25% basado en 84 comentarios, con una valoración media de 4,1 sobre 10. Tomando criterios seleccionados de críticos en Rotten Tomatoes, la película recibió una puntuación de 33%, basado en una muestra de 9 comentarios.
Metacritic, que asigna un puntaje normalizado de 100 basado en las opiniones de los críticos de cine, le otorgó un puntaje de calificación sumamente discreto: 37% sobre la base de 14 comentarios.
Phelim O'Neill, de The Guardian le dio a la película dos estrellas de cinco alabando el uso de 3D, al tiempo que indica que las películas de Resident Evil: "Siempre quedan bien y tienen bien organizada la acción, pero no tienen ni un ápice de originalidad o imaginación".
Jeannette Catsoulis de The New York Times dio a la película una crítica negativa, diciendo: "Canibalizando Thing de John Carpenter y gran parte del canon de ciencia ficción, "Afterlife" es más agonizante que su tropel de no-muertos".
David Edwards del Daily Mirror también dio una evaluación negativa de la película, comparándola con la de Resident Evil 3: Extinción al indicar que "Los resultados son mucho menos impresionantes, y eso ya es bastante decir" y "Sólo los aficionados de la serie se cuidarán con esta película mirando con recelo como una serie de escenas de acción apenas conectadas y con un mediocre 3D unido al ¿A-quién-diablos-le-importa? argumento".
Una crítica particularmente mordaz fue la de Brian Orndorf de Dark Horizons, que comentó: "Tal vez es la primera película en 3D para simular la experiencia de ver pintura seca, 'Resident Evil: Afterlife' es un terrible agujero que sólo de vez en cuando vuelve a la vida".

## Secuelas
En la Convención Internacional de Cómics de San Diego Anderson y Jeremy Bolt comentaron a la ShockTilYouDrop.com que sería posible una quinta entrega de Resident Evil, diciendo “Siempre tomamos una película a la vez. Le ponemos mucho esfuerzo en ello y es un asunto de familia. Se trata de hacer la mejor película posible en ese momento, y después promoverla bien y difundirla, asegurándonos de que vaya en el camino indicado. Cuando todo está en orden entonces piensas en algo más. Para nosotros no es un negocio: es una pasión. No quieres empezar a hablar del próximo hijo hasta asegurarte de que este esté bien.”
Jovovich comentó en la revista New York que Anderson ha comenzado a trabajar en una secuela. Dijo: “Hemos estado hablando con muchos fanáticos en Twitter y esas cosas, así que es probable que sea una de las primeras películas en donde realmente hablamos con los fanáticos para ver qué es lo que ellos realmente quieren ver, y qué personajes quieren ver. Va a ser un proceso más interactivo".
Durante una entrevista Jovovich, Boris Kodjoe y Ali Larter confirmaron que si se hiciera otra cinta ellos repetirían sus papeles con Boris declarando “Sin vacilar, diría si”, y Ali Larter declarando después de serle preguntada si estaba a bordo dijo “Por supuesto, me encanta trabajar con Milla y Paul”.
En marzo de 2011 Sony Pictures confirmó la producción de la quinta entrega de la saga, protagonizada por Jovovich, Resident Evil: Retribution.